# Камера Вільсона

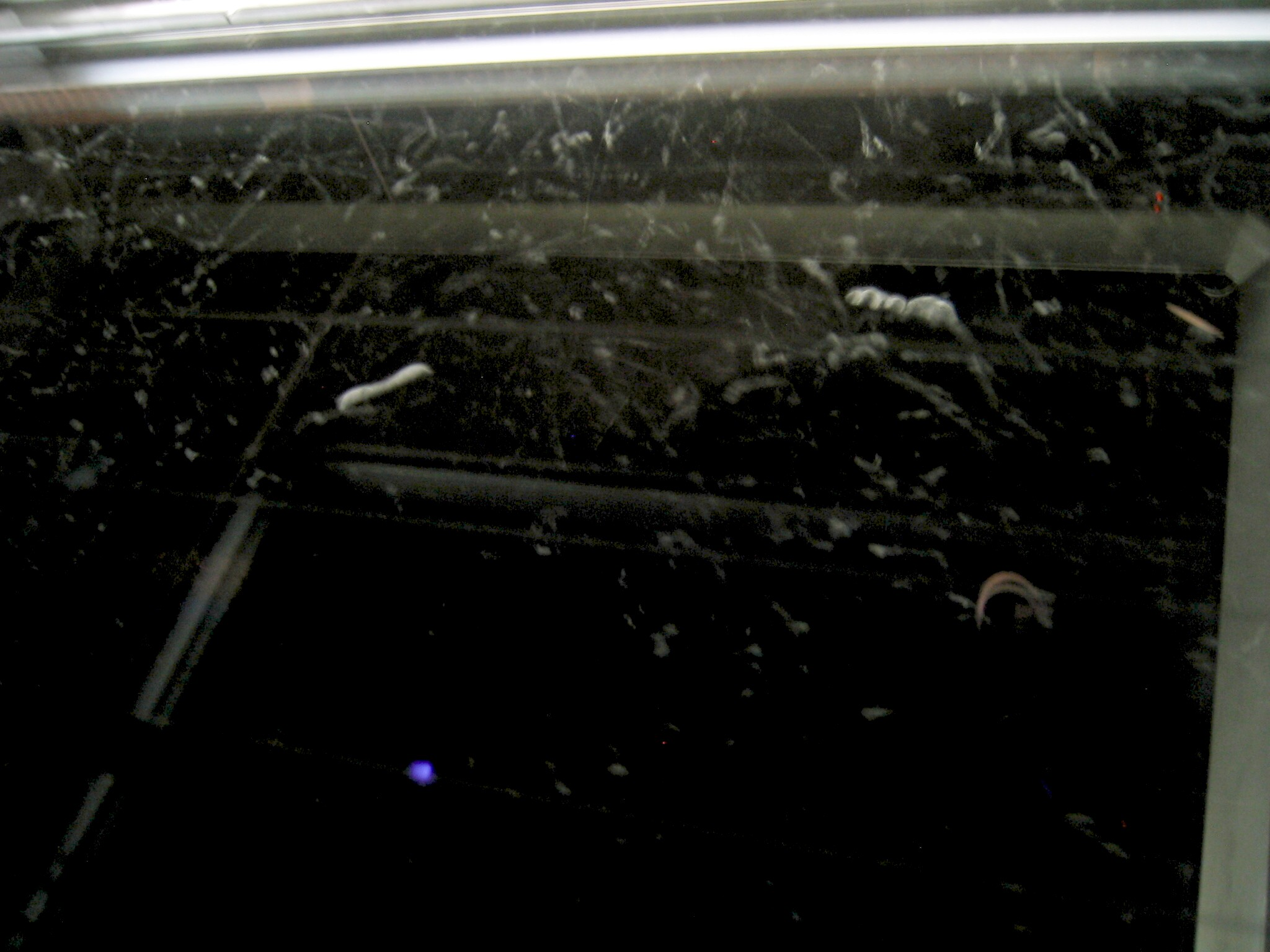
Фото треків від іонізуючого випромінювання в камері Вільсона (короткі: від α-частинок, довгі: від β-частинок).

Ка́мера Ві́льсона — детектор треків швидких заряджених частинок, в якому використовується здатність іонів виконувати роль зародків водяних крапель у переохолодженій перенасиченій парі.
Для створення переохолодженої пари використовується швидке адіабатичне розширення, що супроводжується різким пониженням температури.
Швидка заряджена частинка, рухаючись крізь хмару перенасиченої пари, йонізує її. Процес конденсації пари відбувається швидше у місцях утворення йонів. Як наслідок, там, де пролетіла заряджена частинка, утворюється слід із крапельок води, який можна сфотографувати. Саме через такий вид треків камера отримала свою англійську назву cloud chamber — туманна кімната.
Камери Вільсона зазвичай поміщають у магнітне поле, в якому траєкторії заряджених частинок викривляються. Визначення радіуса кривизни траєкторії дозволяє визначити відношення питомого електричного заряду частинки, а, отже, ідентифікувати її.
Камеру винайшов у 1912 році шотландський фізик Чарльз Вільсон. За винахід камери Вільсон отримав Нобелівську премію з фізики 1927 року. У 1948 році за вдосконалення камери Вільсона і проведені з нею дослідження Нобелівську премію отримав Патрік Блекетт.

## Історія
Ще в останній чверті 19 століття, у роботах Кульє, Кісслінга й Ейткена було показано, що пил грає важливу роль в утворенні туману. Намагаючись відтворити в лабораторії це природне явище, дослідники виявили, що в очищеному повітрі туман не утворюється. Також, було встановлено, що краплинки утворюються саме навколо пилинок, і мають розміри, порядку їх розмірів. Це стало розв’язанням проблеми, поміченої лордом Кельвіном, згідно з якою краплина води при зростанні мала б проходити стадію, на якій вона має розміри, порівняні з розмірами молекул, проте краплина таких розмірів випаровується настільки швидко, що зникає.
У 1897 році Вільсон показав, що навіть у повітрі, очищеному від пилу, туман утворюється при розширенні більшому, ніж в 1,37 раза. При цьому, при розширенні від 1,25 до 1,37 раза утворюються лише окремі крапельки. У 1899 році він же виявив, що, якщо помістити рентгенівську трубку, або деяку кількість урану, то туман починає утворюватися і при розширенні 1,25. Джозеф Томпсон показав, що центрами конденсації в цих випадках стають іони. 
Також Вільсон з’ясував, що вода більш охоче конденсується на негативно заряджених іонах. Томас Лебі дослідив пари інших речовин і з’ясував, що всі з тих, які він перевірив (оцтова кислота, хлороформ, етиловий спирт, хлорбензол та інші) мають протилежну тенденцію — позитивні іони викликають конденсацію швидше, ніж негативні.

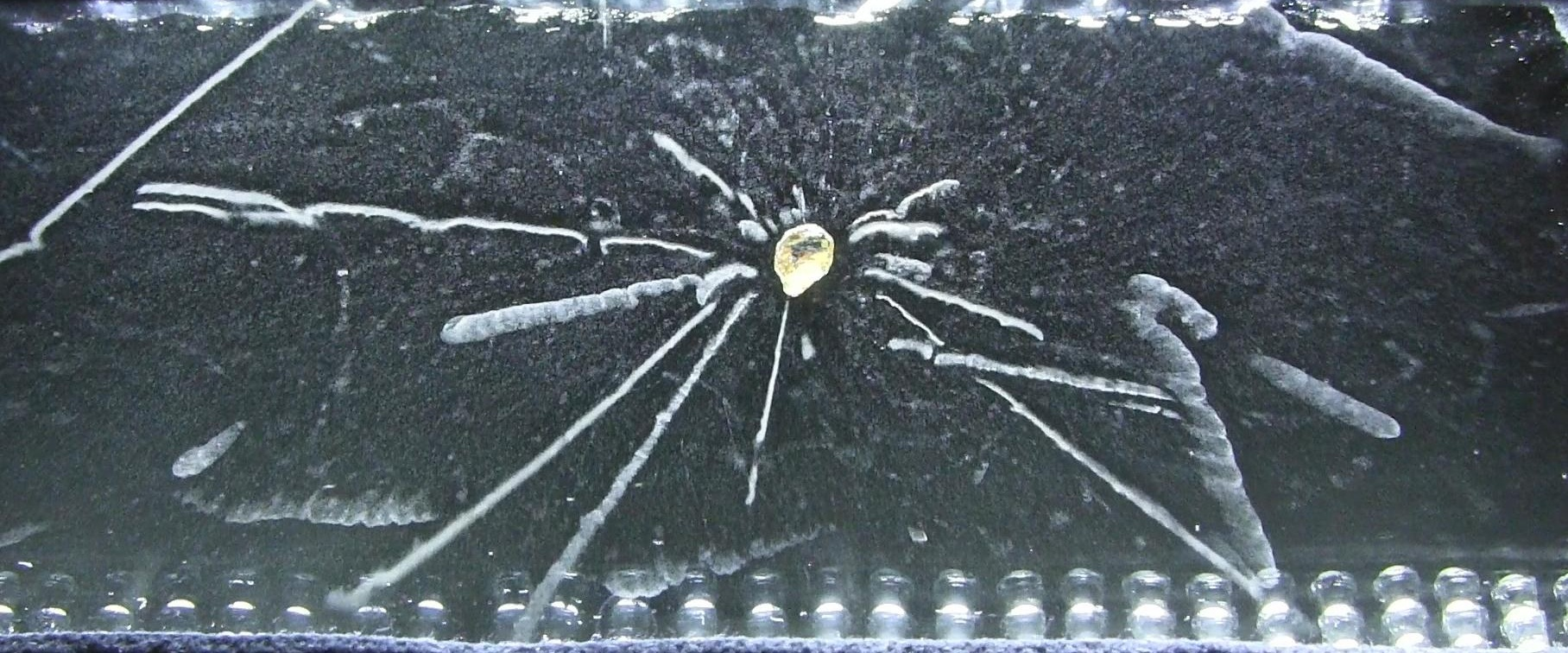
Шматочок радіоактивного ториту у камері Вільсона і треки випромінюваних їм частинок

Перший детектор заряджених частинок, створений Вільсоном у 1912 році, мав вигляд скляного циліндра діаметром 16,5 сантиметра і висотою 3,5 сантиметра. Всередині камери знаходилася ємність, у якій знаходилося дерев’яне кільце, опущене у воду. Завдяки випаровуванню з поверхні кільця камера насичувалася парою. Камера була з’єднана трубкою з вентилем з колбою, з якої було відкачане повітря. При повороті вентиля, тиск падав, повітря охолоджувалося і пара ставала перенасиченою, завдяки чому заряджені частинки лишали за собою смужки туману.  Водночас вмикалася фотокамера і яскравий спалах світла.
Основним недоліком камери був великий час, що був потрібний для її підготовки. Для того, щоб побороти цей недолік, Такео Шимізу у 1921 році створив альтернативний варіант камери, що була оснащена поршнем, що неперервно рухався, стискаючи-розтискаючи повітря, завдяки чому фотографію можна було робити кожні кілька секунд. Проте модель Шимізу не завжди могла забезпечити хорошу якість знімків, через те, що повітря в ній розширювалося занадто повільно.
У 1927 році Петро Капіця і Дмитро Скобєльцин запропонували поміщати камеру в магнітне поле. Це дозволило легко розділяти на знімках треки позитивних і негативних частинок, а також визначати їх співвідношення маси до заряду.

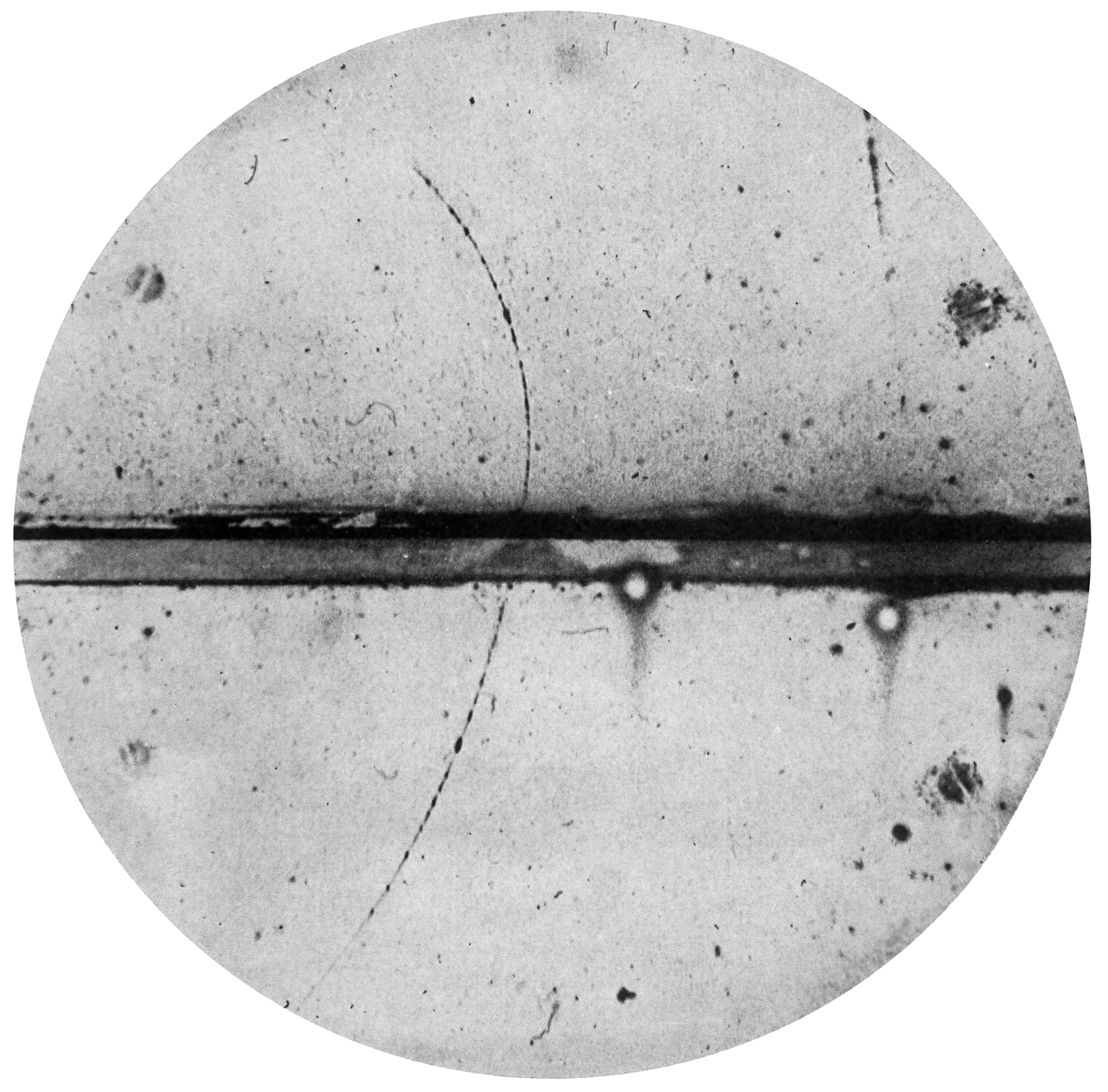
Перша фотографія, на якій зафіксовано трек позитрону

У 1927 році, прагнучи поєднати найкращі сторони кожної з моделей, Патрік Блекетт видозмінив камеру Шимізу, додавши туди пружину, що забезпечувала різке розширення. За допомогою цього, і ще деяких покращень, у 1929 році його модель камери щоденно робила більш ніж 1200 знімків, на кожному з яких були зображені десятки треків альфа-частинок. Саме Блекетт перший одержав фотографії розщеплення ядер азоту альфа-частинками.
У 1933 році Вільсон запропонував іншу конструкцію камери, що використовувала гумову діафрагму замість поршня.
У тому ж році Блекетт і Джузеппе Оккіаліні розробили варіант камери, що розширювалася лише коли два лічильники, один з яких знаходиться над, а інший під нею, спрацьовували. Ця зміна дозволяла значно підвищити ефективність роботи камери у випадку, якщо вона має фіксувати рідкісні події, таких як космічні промені. Блекетт і Оккіаліні вказують, що на 80% фотографій, отриманих таким чином були присутні сліди космічних променів.
У 1952 році Дональдом Глазером була винайдена бульбашкова камера, після чого значення камери Вільсона почало зменшуватись. Бульбашкова камера дозволяла фіксувати події точніше і частіше, а тому стала основним інструментом нових досліджень.

## Будова

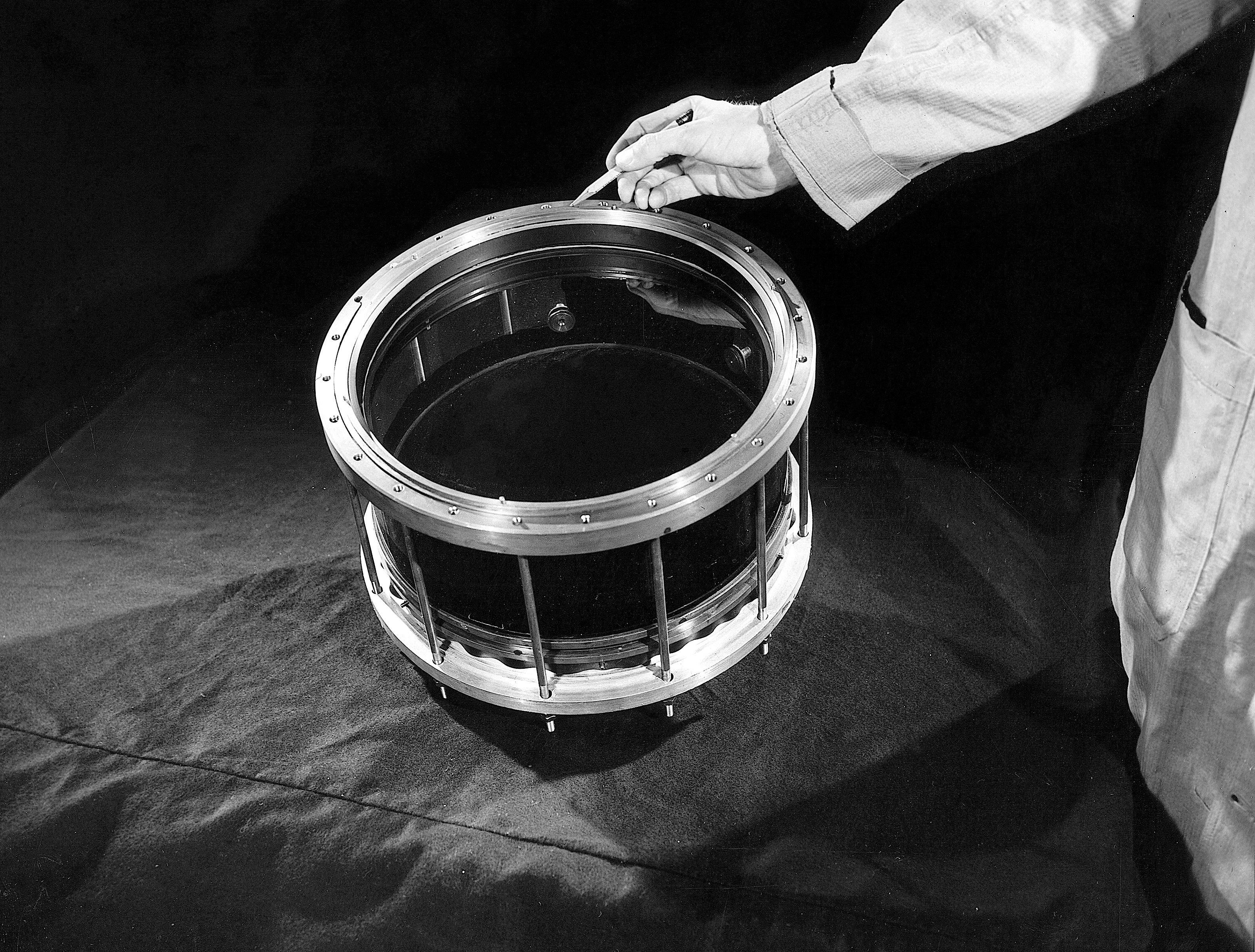
Камера Вільсона у Брукгейвенській національній лабораторії

Зазвичай, камера Вільсона складається з циліндра, що містить насичене парою повітря, і поршня, що може ходити у цьому циліндрі. При опусканні поршня повітря різко охолоджується, і камера стає придатною для роботи. Іншим, більш сучасним варіантом є використання замість поршня гумової діафрагми. В цьому випадку камера має перфороване дно, під яким розташована діафрагма, в яку закачане повітря під тиском. Тоді для початку роботи потрібно лише випустити повітря з діафрагми в атмосферу або спеціальну ємність. Такі камери є дешевшими, простішими у використанні, а також менше нагріваються при роботі. 
Для частинок низьких енергій тиск повітря в камері опускають нижче атмосферного, тоді як для фіксації високоенергетичних частинок, навпаки, повітря в камеру закачують під тиском в десятки атмосфер. Камеру заповнюють парою води й спирту. Така суміш використовується через те, що водяна пара краще конденсується на негативних іонах, а пара спирту — на позитивних. 
Час активної роботи камери триває від кількох сотих, до кількох секунд, що проходять від розширення повітря і до того часу, доки камера не заповниться туманом, після чого камера очищується і може запускатись повторно. Повний цикл використання зазвичай складає близько хвилини. Джерело випромінювання може поміщатися всередину камери, або знаходитися ззовні її. В цьому випадку частинки потрапляють в камеру через прозорий екран.

## Використання
Значення камери Вільсона для фізики елементарних частинок важко переоцінити — протягом десятків років вона була єдиним ефективним способом безпосередньо спостерігати елементарні частинки. З її допомогою були відкриті позитрон та мюон, а також досліджені ядерні реакції альфа-частинок з атомами азоту.  Після винайдення бульбашкової й іскрової камери значення камери Вільсона почало зменшуватися, проте, через значно меншу вартість, порівняно з більш прогресивними детекторами, вона все ще використовується у деяких галузях.

### Питома іонізація
Питомою іонізацією називають кількість пар іонів, що створює частинка при прольоті через речовину за одиницю відстані. При цьому, електрони, що вибиваються з атомів, можуть мати достатню енергію для того, щоб іонізувати інші атоми. Це явище називають вторинною іонізацією. У камері Вільсона такі електрони будуть виглядати як відгалуження від основної траєкторії польоту частинки, або ж просто як згустки пари (якщо енергія електронів не дуже велика). В той час як підрахувати питому іонізацію можна багатьма способами (наприклад, за допомогою лічильника Гейгера), для розділення первинної й вторинної іонізації камера Вільсона є найбільш простим методом.

### Пробіг
Довжина вільного пробігу частинки в речовині є важливим показником, що має бути відомим для захисту від випромінювання. Камера Вільсона дозволяє вимірювати як середній пробіг, так і розподіл пробігів.  За допомогою цих даних можна достатньо точно визначити як енергію частинки, так і товщину захисного шару, що блокує цей тип радіації.